# Ecclitica
Ecclitica es un género de polillas pertenecientes a la subfamilia Tortricinae de la familia Tortricidae.

## Especies
- Ecclitica hemiclista (Meyrick, 1905)
- Ecclitica philpotti (Dugdale, 1978)
- Ecclitica torogramma (Meyrick, 1897)
- Ecclitica triorthota (Meyrick, 1927)